# IJse
Die IJse ist ein Nebenfluss der Dijle im Flusssystem der Schelde.
Sie entspringt im Gebiet der belgischen Gemeinden Sint-Genesius-Rode und Hoeilaart in Flämisch-Brabant.
Im Tal liegen die Gemeinden Huldenberg und Loonbeek. Overijse und Neerijse tragen die Ijse als Teil ihres Namens. Bei Neerijse mündet die Ijse in die Dijle.